# Pandemia di COVID-19 a Washington

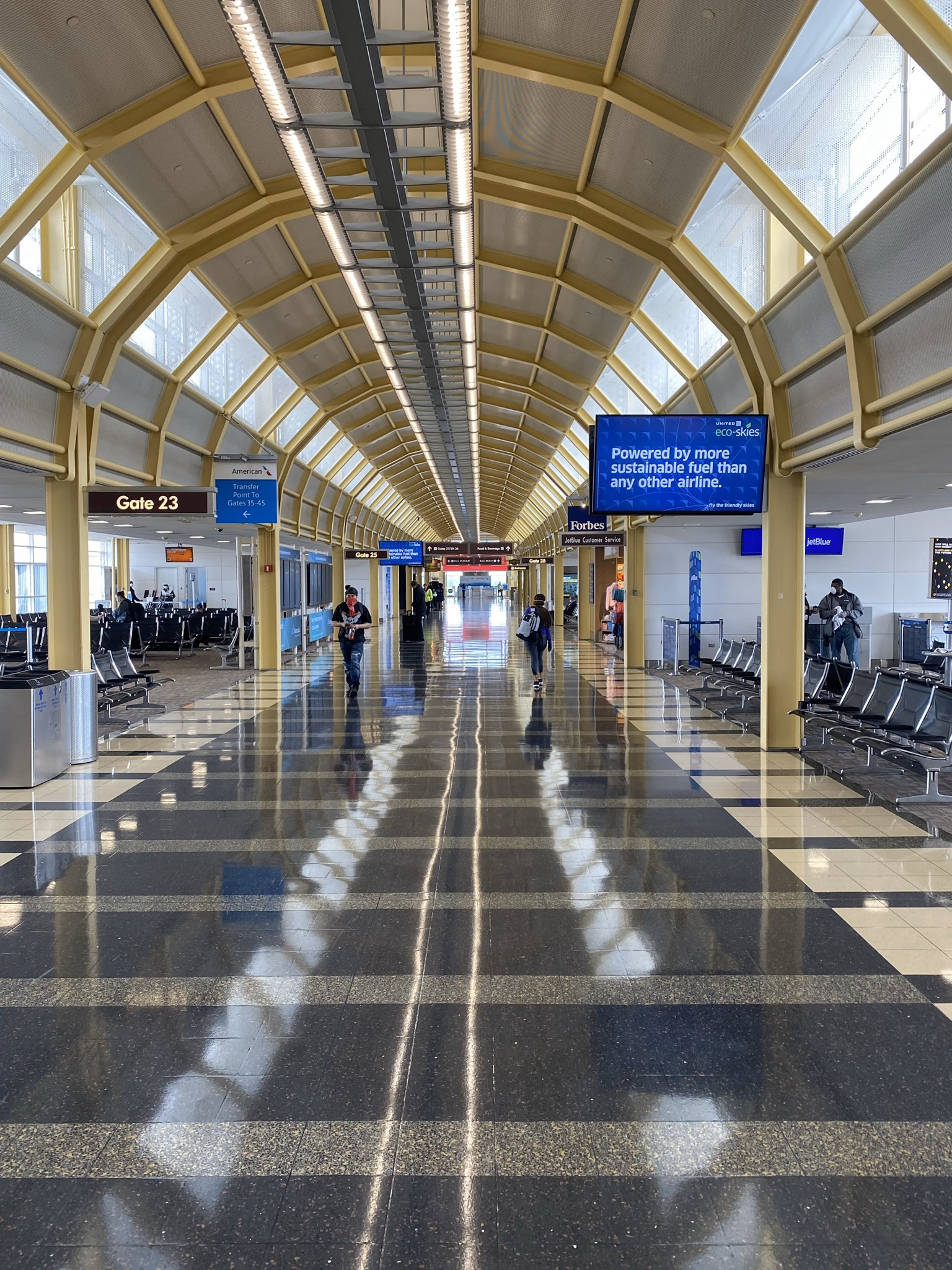
L'Aeroporto Nazionale di Washington-Ronald Reagan vuoto (aprile 2020).

I primi casi della pandemia di COVID-19 del 2020 a Washington, la capitale degli Stati Uniti, hanno avuto inizio il 7 marzo 2020.

## Cronologia

### Marzo
Il 7 marzo sono stati confermati a i primi due casi di COVID-19 Washington D.C.. Il primo caso era un rettore della Christ Church Georgetown che non aveva recentemente viaggiato fuori dagli Stati Uniti o aveva avuto contatti con un altro paziente infetto da coronavirus. Ha partecipato alle funzioni religiose il 23 febbraio e il 1º marzo. Il rettore inizialmente si sentì meglio, ma le sue condizioni peggiorarono al punto da essere ricoverato in ospedale quando fu confermato che aveva il coronavirus. Dopo che è stato confermato che il rettore aveva contratto il virus, la chiesa ha annullato i servizi a tempo indeterminato. Il secondo caso era un cittadino nigeriano che si è recato a Washington D.C. ed è andato in un ospedale del Maryland per ricevere cure. Sebbene il secondo uomo fosse in cura in un ospedale del Maryland, i Centers for Disease Control and Prevention (CDC) lo definirono il secondo caso del distretto.
Il 20 marzo, il sindaco Bowser ha annunciato la prima morte correlata al COVID-19 del distretto, un maschio di 59 anni, il fratello Diacono John-Sebastian Laird-Hammond, un frate francescano nativo di Minonk in Illinois e diacono permanente, con condizioni mediche sottostanti, in particolare dovute ad una battaglia pluriennale con un tipo di leucemia per la quale aveva ricevuto cure contro il cancro ed era quindi più vulnerabile al virus.

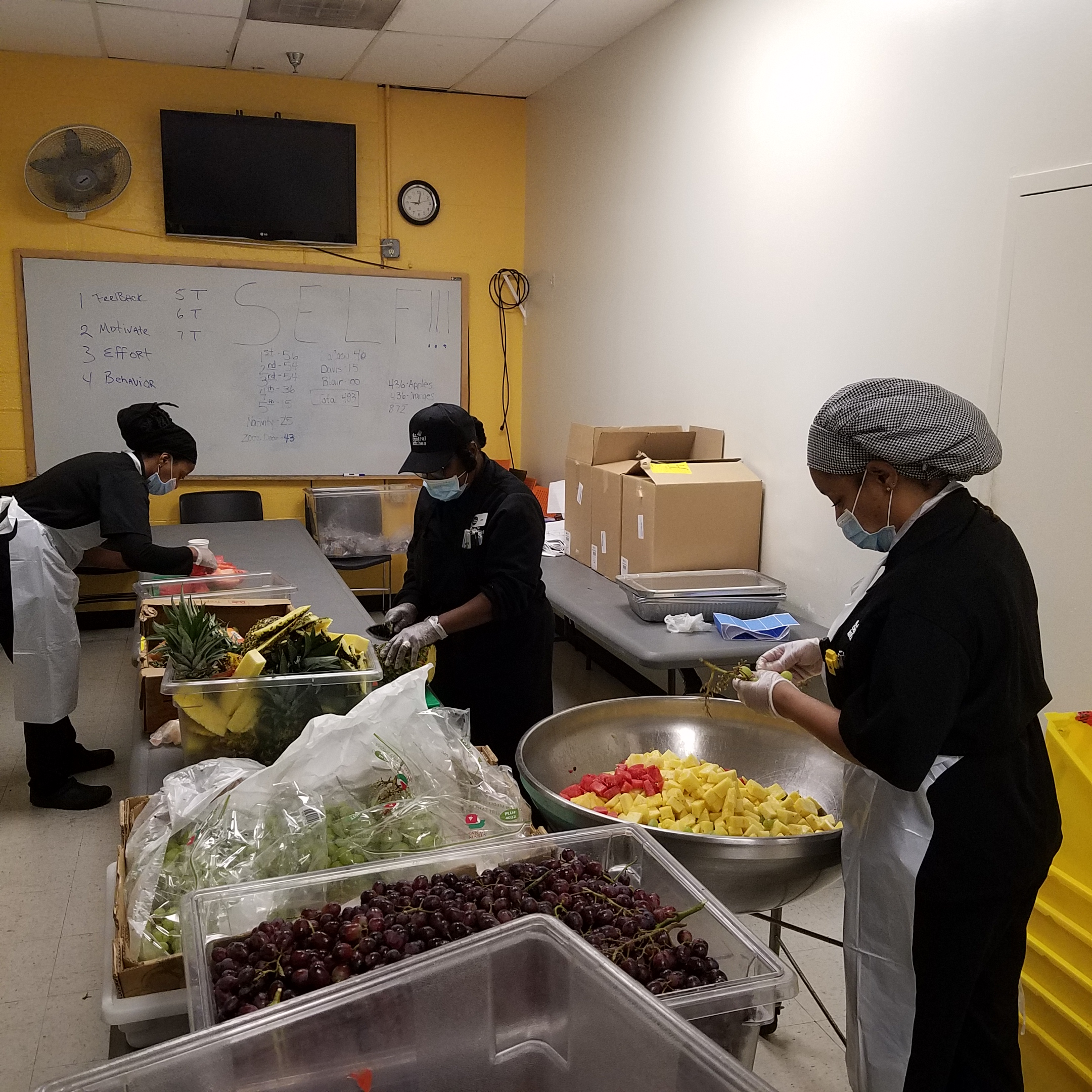
Cuochi della cucina comunitaria "DC Kitchen" durante la preparazione di pasti.

Il 21 marzo il governo di Washington D.C., operando attraverso il Dipartimento di polizia metropolitana e il National Park Service, ha annunciato diverse chiusure stradali a partire dal 22 marzo, dalle 7:00 alle 20:00, nel tentativo di ridurre la congregazione di turisti intorno ai monumenti durante il National Cherry Blossom Festival. Queste folle non si erano conformate alle linee guida di distanziamento sociale e quindi hanno presentato un possibile vettore per la trasmissione del coronavirus. Il Washingoton D.C. Department of Parks and Recreation ha chiuso tutte le sue strutture, inclusi parchi, parchi giochi e campi di atletica. Solo i parchi per cani sono rimasti aperti.
Il 22 marzo nel distretto è stata segnalata la seconda morte per COVID-19, una donna di 65 anni con condizioni mediche di base.
Il 30 marzo il sindaco Muriel Bowser ha annunciato un ordine di soggiorno che sarebbe entrato in vigore il 1º aprile. L'ordinanza ha stabilito che i residenti possono lasciare le loro residenze solo per partecipare ad attività essenziali, incluso l'ottenimento di cure mediche che non possono essere fornite attraverso la telemedicina e l'ottenimento di cibo e articoli per la casa essenziali, che svolgono o hanno accesso a funzioni governative essenziali, affari essenziali, viaggi essenziali e attività ricreative specifiche definite dall'ordinanza. Chiunque violi l'ordine verrà accusato di un reato minore e sarà soggetto a una multa di 5000 $ e / o 90 giorni di prigione. Bowser ha dichiarato: "Restare a casa è il modo migliore per appiattire la curva e proteggere se stesso, la sua famiglia e tutta la nostra comunità da COVID-19".

## Risposta del governo

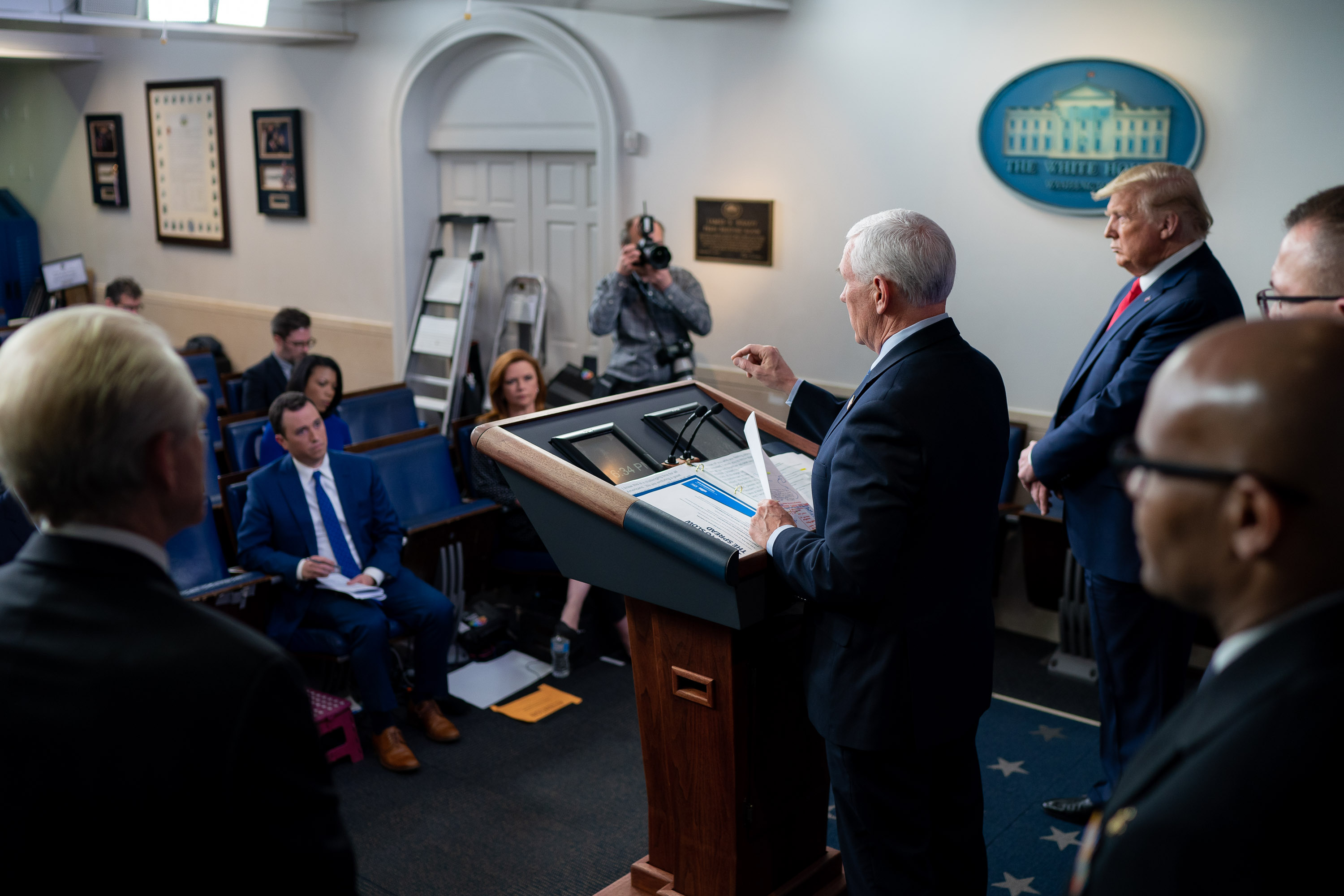
Il vicepresidente Mike Pence ad un briefing con la stampa della Casa Bianca, alla sua destra il presidente Donald Trump

L'11 marzo il sindaco Muriel Bowser ha dichiarato lo stato di emergenza per il Distretto di Columbia. La dichiarazione consentiva a Bowser di richiedere fondi federali per le catastrofi e di affrontare l'aumento dei prezzi. L'ordine gli concedeva anche ulteriori autorità, compreso l'ordine di quarantena senza l'approvazione del tribunale.

## Impatto

### Nello sport

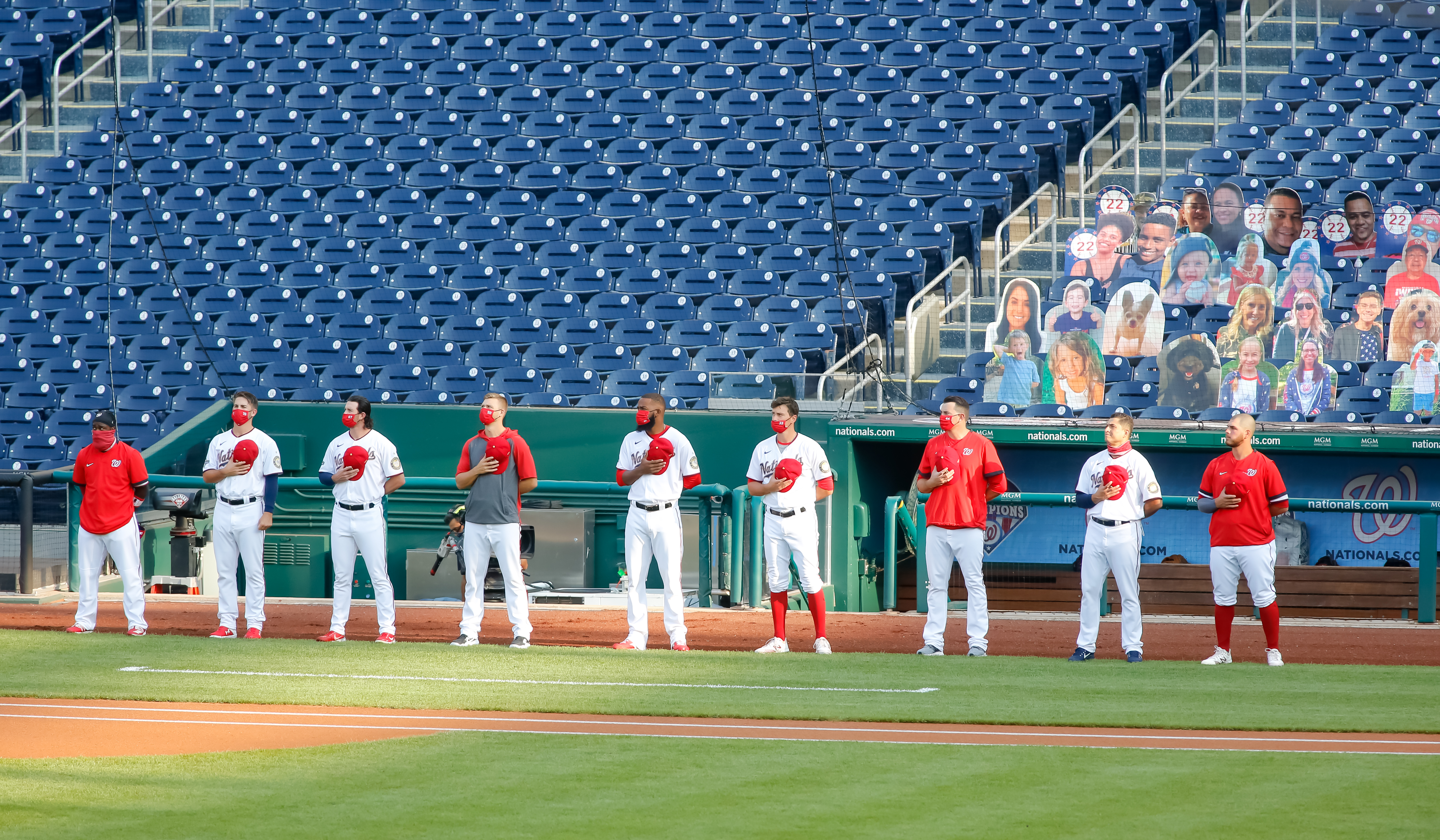
Giocatori nazionali di baseball durante l'inno nazionale con lo stadio vuoto.

La pandemia ha colpito diversi sport del distretto. Il 12 marzo, la Major League Baseball ha annullato il resto dell'allenamento primaverile e il 16 marzo ha annunciato che la stagione verrà posticipata a tempo indeterminato, seguendo le raccomandazioni del CDC di limitare gli eventi a più di 50 persone per le prossime otto settimane, che interesserà i Washington Nationals. Sempre il 12 marzo, la National Basketball Association ha annunciato che la stagione sarebbe stata sospesa per 30 giorni, colpendo i Washington Wizards. Nella National Hockey League, la stagione è stata sospesa a tempo indeterminato.
Negli sport universitari, la National Collegiate Athletic Association ha annullato tutti i tornei invernali e primaverili, in particolare i tornei di pallacanestro maschile e femminile di divisione I, che hanno interessato college e università in tutto il distretto. Il 16 marzo, anche la National Junior College Athletic Association ha cancellato il resto delle stagioni invernali e primaverili.